# حافظ (اسم)
حافظ هو اسم علم مذكر من أصل عربي، ومعناه هو ما يوكل إليه من الأمور، الصائن، الحارس؛ ويطلق على حافظ القرآن الكريم، ولا يجوز تعريفه لأن «الحافظ» هو الله تعالى:.

## شخصيات تحمل الاسم
- حافظ (موسيقي ماليزي، 27 فبراير 1990 – )
- حافظ آبرو (مؤرخ إيراني، – 1430)
- حافظ أحمد باشا (1564 – 10 فبراير 1632)
- حافظ الأسد (رئيس سوريا الأسبق.، 6 أكتوبر 1930[3][4][5] – 10 يونيو 2000[3][4][5])
- حافظ الشيرازي (1326 – 1389)
- حافظ إبراهيم (شاعر مصري، 24 فبراير 1872 – 31 يوليو 1932)
- حافظ صبري كوتشي (ثيولوجي ألباني، 14 مايو 1921 – 18 يونيو 2004)
- حافظ كسيب (لاعب كرة قدم مصري، – القرن 20)
- حافظ محمد سعيد (10 مارس 1950 – )
- حافظ مخلوف (عميد في الاستخبارات العسكرية السورية وابن خال بشار الأسد، 2 أبريل 1971 – )

## وصلات خارجية
- موسوعة السلطان قابوس لأسماء العرب نسخة محفوظة 5 أبريل 2019 على موقع واي باك مشين.